# Narvacan

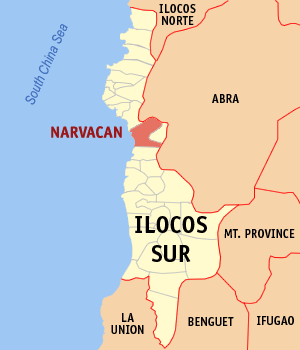
Bản đồ Ilocos Sur với vị trí của Narvacan

Narvacan là một đô thị in the tỉnh Ilocos Sur, Philippines.
Theo điều tra dân số năm 2000, đô thị này có 38.435 người trong 7.803 hộ.

## Các đơn vị hành chính
Narvacan được chia ra 34 barangay.
| - Abuor - Ambulogan - Aquib - Banglayan - Bantay Abot - Bulanos - Cadacad - Cagayungan - Camarao - Casilagan - Codoog - Dasay | - Dinalaoan - Estancia - Lanipao - Lungog - Margaay - Marozo - Naguneg - Orence - Pantoc - Paratong - Parparia | - Quinarayan - Rivadavia - San Antonio - San Jose - San Pablo - San Pedro - Santa Lucia - Sarmingan - Sucoc - Sulvec - Turod |